# Mosteiro dos Jerónimos
Das  Hieronymitenkloster (portugiesisch Mosteiro dos Jerónimos) ist ein Sakralbau im Stadtteil Belém der portugiesischen Hauptstadt Lissabon. Die dazugehörige Kirche Santa Maria de Belém ist Maria geweiht. Das Hieronymitenkloster ist eines der bedeutendsten Bauwerke der Manuelinik (Manuel I., 1495–1521), einer portugiesischen Variante der Spätgotik, die auch einige Elemente der Renaissance enthält. Unter anderem beherbergt es die Sarkophage von Fernando Pessoa, Vasco da Gama und Luís de Camões und portugiesischer Könige. Durch den weiten Platz des Reichs (Praça do Império) vor dem 300 Meter langen Gebäude kommt die verzierte Kalksteinfassade voll zur Geltung. In den Seitenflügeln befinden sich das Marinemuseum und das Archäologische Museum. In der Nähe befinden sich das Denkmal der Entdeckungen und der Turm von Belém.

## Geschichte
Im Januar 1502 hatte König Manuel I. den Grundstein für das Kloster gelegt, das zum Monument nationaler Größe wurde und gemeinsam mit dem Kloster Batalha und der Christuskirche in Tomar zu den Höhepunkten portugiesischer Architektur gehört. Die Bauzeit zog sich über sieben Jahrzehnte hin und überdauerte damit die Blütezeit Portugals. Fünf Architekten zeichneten verantwortlich: zwei Portugiesen, zwei Franzosen und ein Spanier. Dennoch wirkt der gesamte Bau einheitlich, von einem gemeinsamen Gestaltungswillen und dem Enthusiasmus der Entdeckungszeit geprägt. Die Anlage war weit größer geplant, realisiert wurden die Hallenkirche, der zweistöckige Kreuzgang mit Refektorium, Kapitelsaal und Sakristei sowie der 193 m lange Westflügel, der mehrfach umgebaut wurde. Während der Herrschaft König Johanns III. wurde das Kloster um den Chor erweitert.
Das Kloster beherbergte bis 1834 die Hieronymiten, den Orden des Heiligen Hieronymus, der dem Kloster auch den Namen gab. Das Gebäude überstand das Erdbeben von 1755 ohne größere Schäden.
Im Jahre 1983 wurde das Mosteiro dos Jerónimos von der UNESCO zum Weltkulturerbe erklärt.
Am 13. Dezember 2007 unterzeichneten hier die Staats-/Regierungschefs der EU-Staaten den Vertrag von Lissabon zur Neuordnung der Europäischen Union.

## Bauwerk

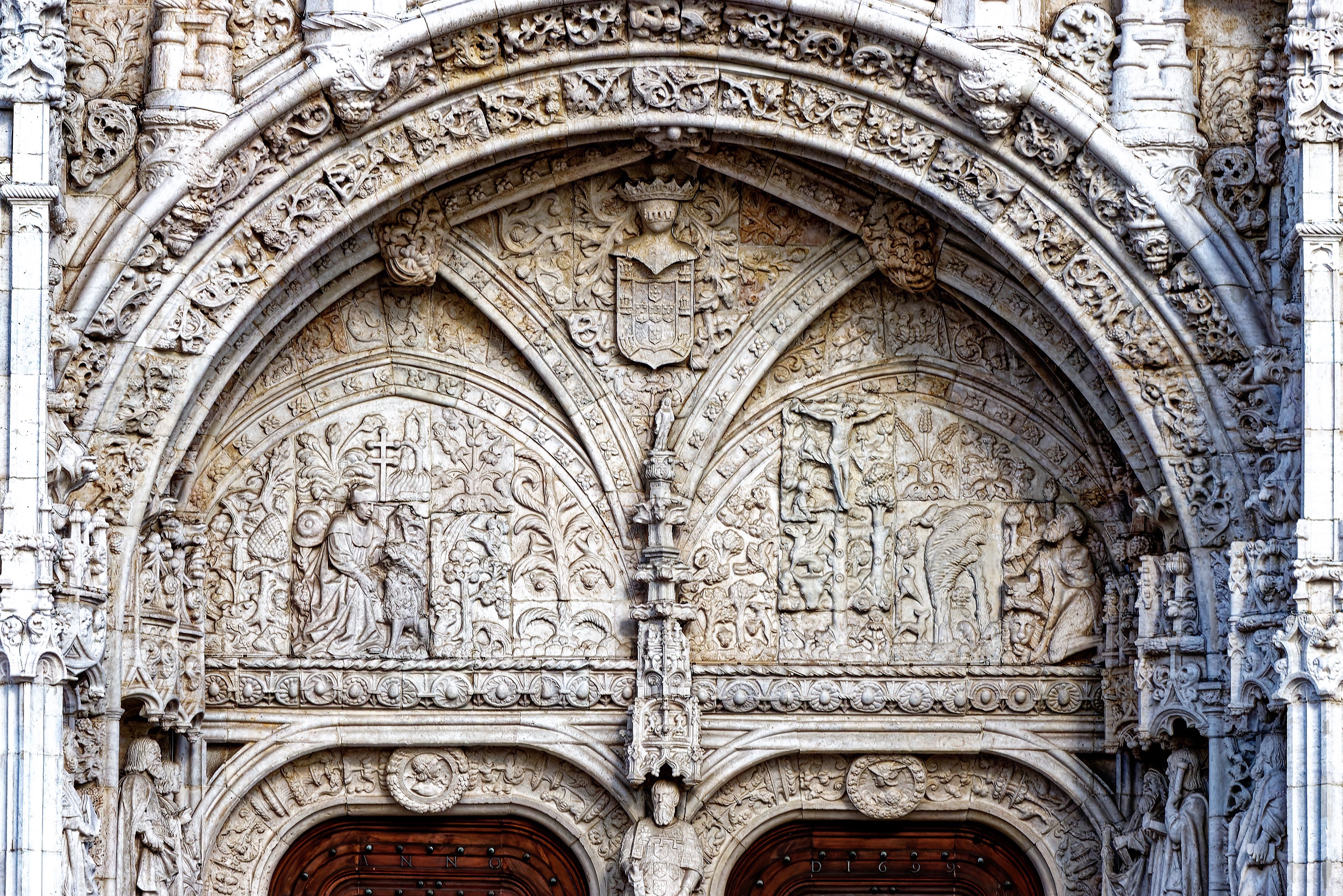
Tympanon über dem Hauptportal

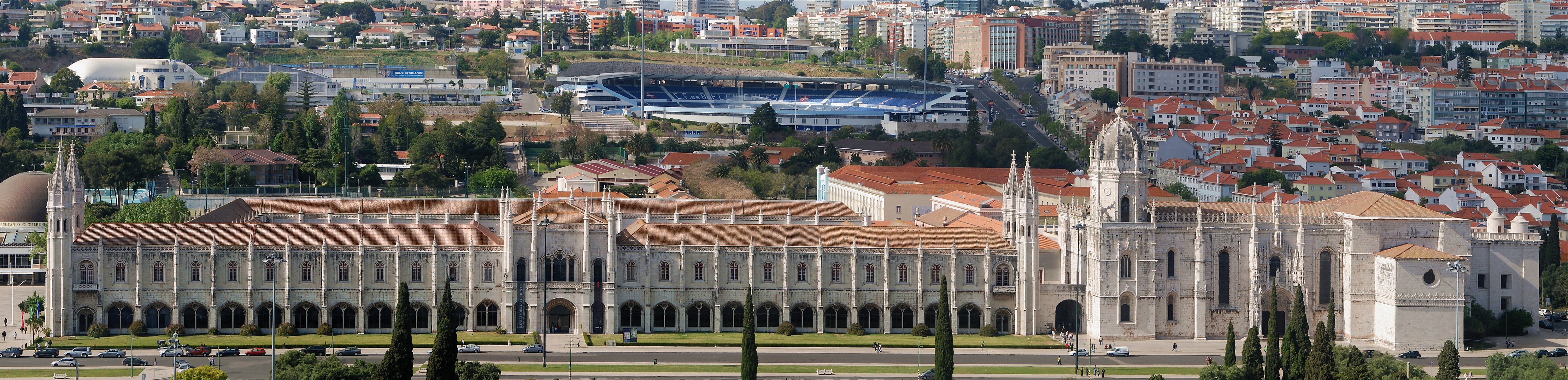
Fassade des Klosters

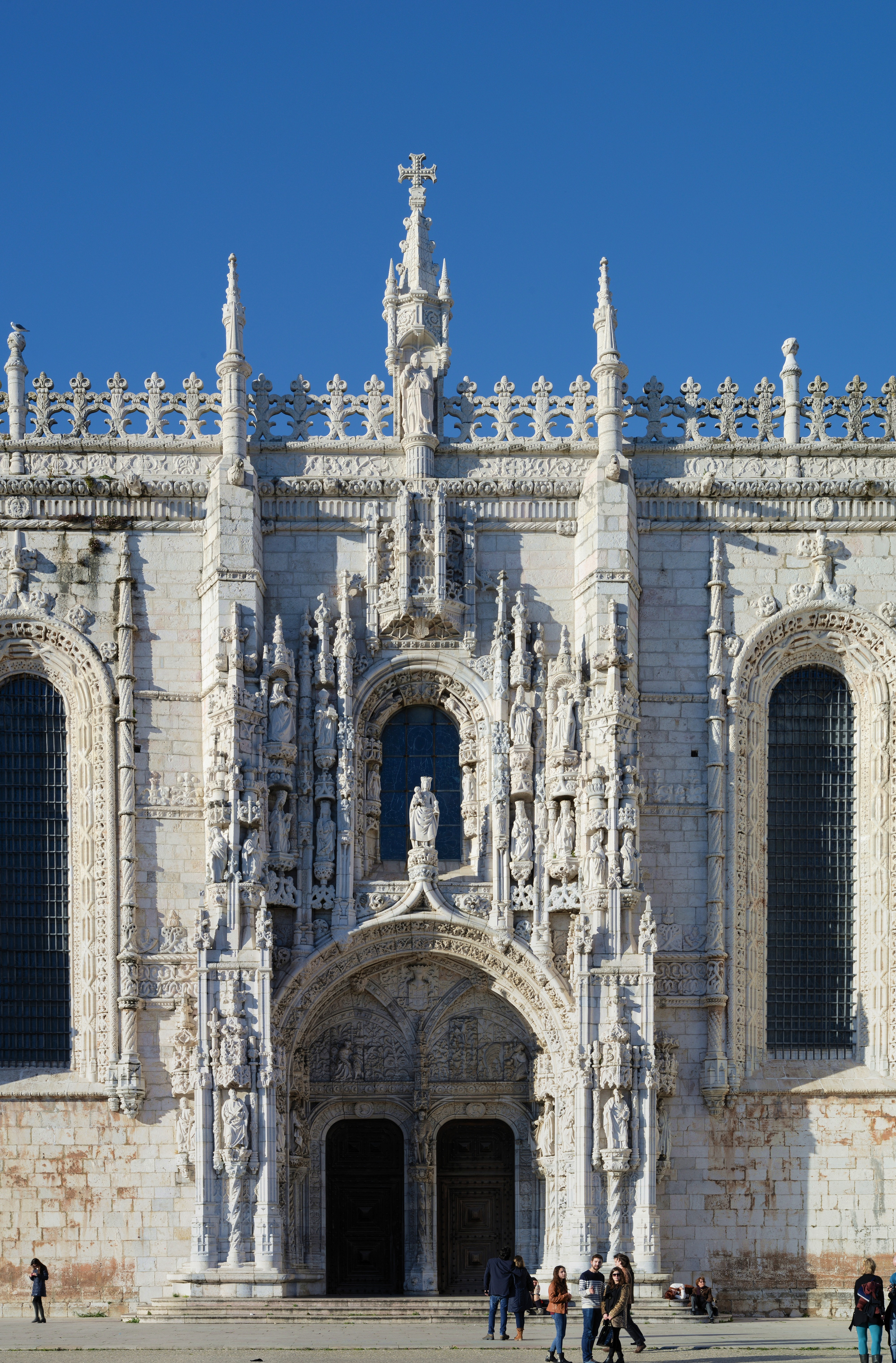
Südportal des Klosters

### Südportal der Klosterkirche
Das repräsentative, von João de Castilho geschaffene Südportal erstreckt sich über das Gesims der Klosterkirche hinaus. Es ist 32 m hoch und 12 m breit. Zwischen den beiden Eingangstüren steht die Figur Heinrichs des Seefahrers, über dem Bogen des Portals sehen wir die gekrönte Maria mit dem Kind. Ganz oben, vor dem Dachgesims wacht der Erzengel Gabriel. 24 fast lebensgroße Figuren, Apostel, Heilige und Bischöfe stehen unter Baldachinen. Spätgotische Fialen flankieren Rundbögen der Renaissance, umfangen von einem Formengeflecht aus Astwerk, Blattwerk und Zierblumen.

### Inneres der Klosterkirche
Man betritt die Kirche durch das Westportal, das durch den später hinzugekommenen Westflügel eingeengt wird und kaum noch zur Geltung kommt. Mit der dreischiffigen Hallenkirche schuf der Architekt João de Castilho einen der schönsten und ungewöhnlichsten Innenräume Portugals. Aus sechs schlanken Säulen öffnen sich die Rippen wie Palmwedel, um das Netzgewölbe in 25 m Höhe zu tragen. Das Gewölbe mit solch schlanken Bauteilen sicher zu halten ist auch eine statische Meisterleistung, die Halle ist immerhin 90 m lang und 27 m breit. Die vier stärkeren Vierungspfeiler sorgen dafür, dass das Querhaus von 29 × 19 m Größe ohne weitere Stützen auskommt. Durch ihre reiche Gestaltung wirken die Säulen fast schwerelos und ohne tragende Funktion. So grazil diese Konstruktion auch erscheinen mag, sie hat bislang nicht nur annähernd 500 Jahre überdauert, sondern auch das schwere Erdbeben von 1755, das nur wenige Kilometer entfernt ganze Stadtteile in Schutt und Asche gelegt hat.
Unter der Empore, an der Nordseite, steht der Sarkophag Vasco da Gamas, der im neomanuelinischen Stil gehalten ist. Er starb am 24. Dezember 1524 als Vizekönig von Indien und wurde zunächst dort beerdigt und danach mehrfach umgebettet. Erst 1880 wurden seine sterblichen Überreste in diesem Ehrengrab beigesetzt.
Am Ende der Seitenschiffe und zu beiden Seiten des Chores befinden sich Altäre im manuelinischen Stil.
Der Altarraum wurde von Königin Katharina von Kastilien (aus dem Hause Habsburg) als letzte Ruhestätte für die königliche Familie in Auftrag gegeben. Die königlichen Gräber werden von Marmor-Elefanten getragen. Die Gräber auf der linken Seite des Chors gehören König Manuel I. und seiner Gemahlin Maria von Aragon, die Gräber auf der rechten Seite König João III. und seiner Gemahlin Katharina von Kastilien.

### Kreuzgang

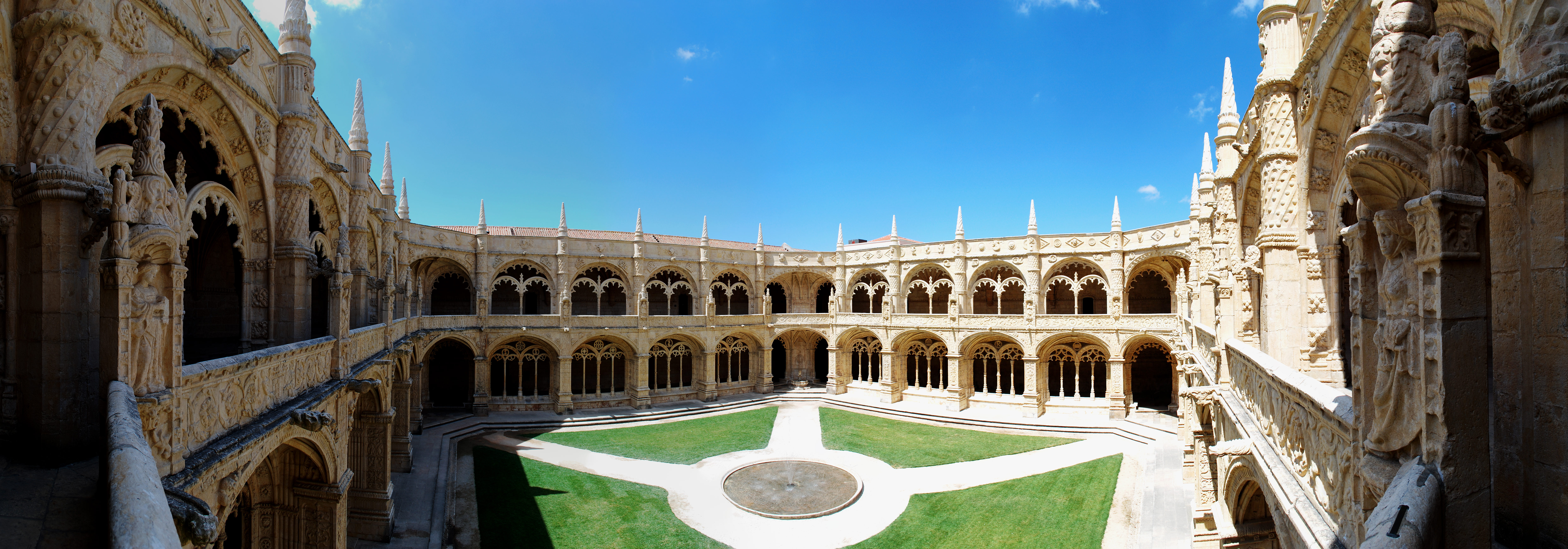
Kreuzgang und Innenhof des Klosters

Der Kreuzgang an der Nordseite des Klosters ist ebenfalls ein Juwel portugiesischer Baukunst. Im Dekor der 26 Gewölbefelder, die ein Quadrat von 55 m umfassen, verbinden sich Elemente aus dem Abendland, dem Orient und Fernost. Aus dem gelblichen Kalksandstein wurden Embleme, Figuren, Porträts sowie stilisierte Pflanzen und Tiere herausgearbeitet. Dazwischen tauchen immer wieder das Kreuz der Christusritter, die Sphärenkugel und das königliche Wappen auf und versinnbildlichen den religiösen und weltlichen Machtanspruch des portugiesischen Königshauses unter Manuel I. Bis zur Umwandlung des Klosters in ein Waisenhaus im Jahre 1834 befand sich in der Mitte ein Wasserbassin mit dem Löwenbrunnen, der heute in der Nordwestecke steht.

### Refektorium
Das ehemalige Refektorium wird von einem flachen Netzgewölbe überspannt, Schlusssteine und Gewölbekämpfer sitzen auf einem umlaufenden Steintau auf. Der Kachelschmuck an den Wänden stammt aus dem 18. Jahrhundert.

## Königsgräber
Folgende Mitglieder der portugiesischen Königsfamilie liegen im Kloster begraben:
1. Infant Antonio (9. September 1516–9. September 1516)  –  (Sohn von König Emanuel I.)
2. Maria von Aragón, Königin von Portugal (29. Juni 1482–7. März 1517) –  (zweite Gemahlin von König Emanuel I.)
3. Infant Carlos (18. Februar 1520–15. April 1521) –  (Sohn von König Emanuel I.)
4. Manuel I., König von Portugal (31. Mai 1469–13. Dezember 1521)
5. Infant Afonso (24. Februar 1526–1526) –  (Sohn von König Johann III.)
6. Infantin Isabel (28. April 1520–1530) –  (Tochter von König Johann III.)
7. Infantin Beatriz (15. Februar 1530–1530) –  (Tochter von König Johann III.)
8. Infant Manuel (1. November 1531–14. April 1537) –  (Sohn von König Johann III.)
9. Infant Diniz (26. April 1535–1. Januar 1539) –  (Sohn von König Johann III.)
10. Infant Felipe (25. Mai 1533–29. April 1539) –  (Sohn von König Johann III.)
11. Infant Antonio (9. März 1539–20. Januar 1540) –  (Sohn von König Johann III.)
12. Infant João (3. Juni 1537–2. Januar 1554) –  (Sohn von König Johann III.)
13. Infant Luís, Herzog von Beja (3. März 1506–27. November 1555) –  (Sohn von König Emanuel I.)
14. Johann III., König von Portugal (6. Juni 1502–11. Juni 1557)
15. Johanna von Spanien (24. Juni 1535–7. September 1573) –  (Gemahlin von Infant João)
16. Katharina von Kastilien, Königin von Portugal (14. Januar 1507–12. Februar 1578) –  (zweite Gemahlin von König Johann III.)
17. Sebastian, König von Portugal (20. Januar 1554–4. August 1578)
18. Heinrich I., König von Portugal (31. Januar 1512–31. Januar 1580)
19. Infantin Joana (18. September 1636–17. November 1653) –  (Tochter von König Johann IV.)
20. Alfons VI., König von Portugal (21. August 1643–12. September 1683)
21. Infantin Catarina Henriqueta, Königin von Schottland (25. November 1638–31. Dezember 1705) –  (Tochter von König Johann IV.)

## Bildergalerie

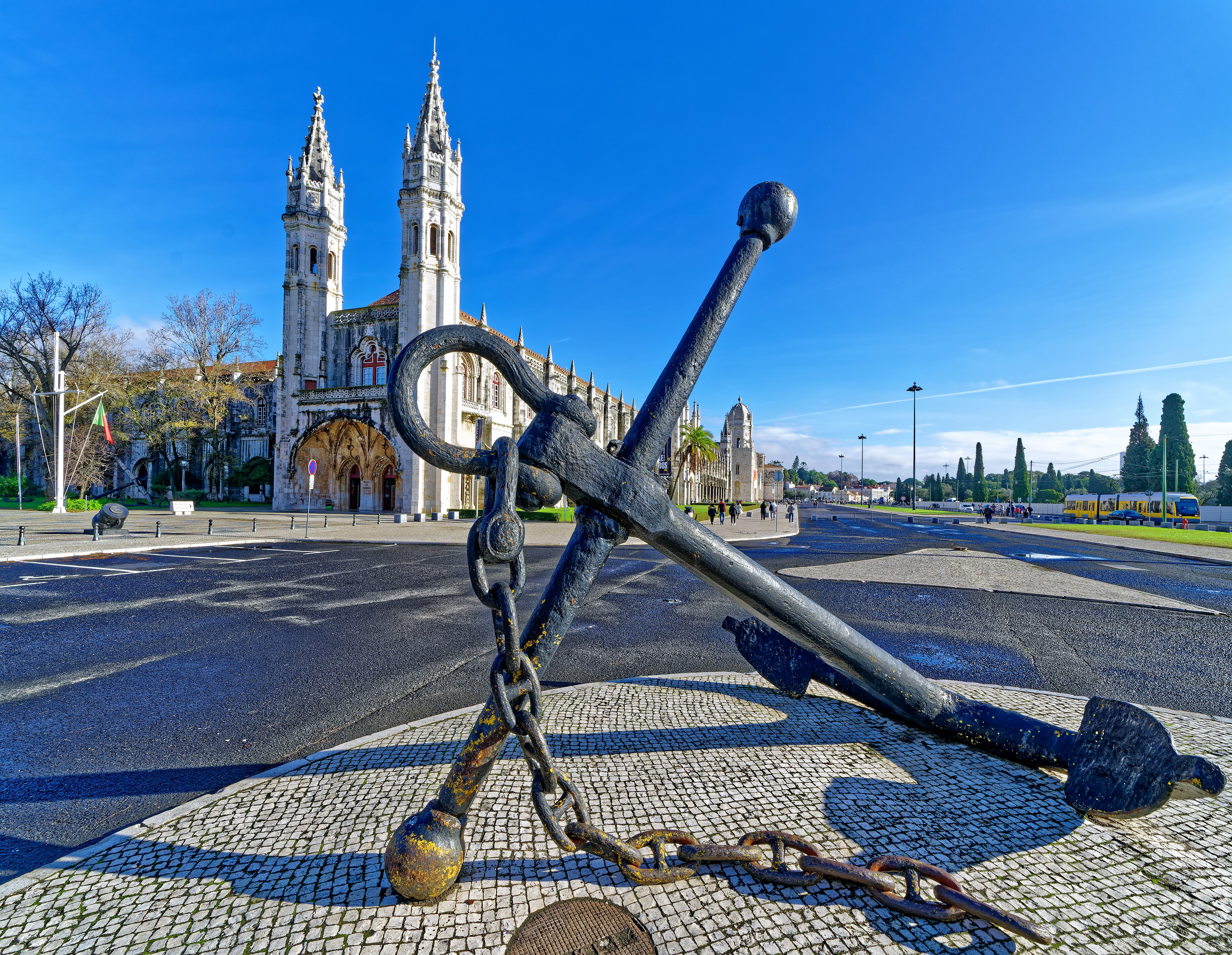
Mosteiro dos Jerónimos
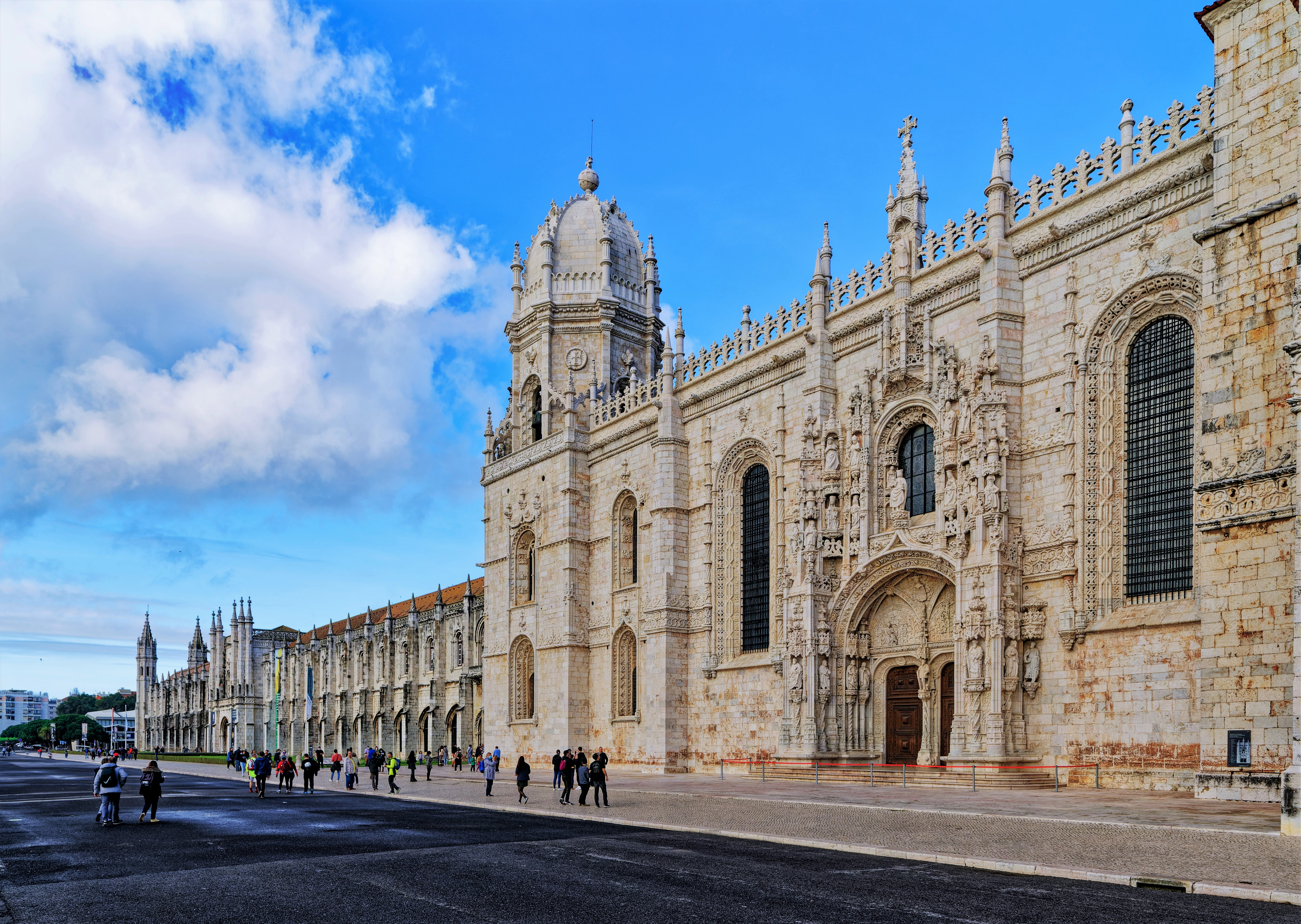
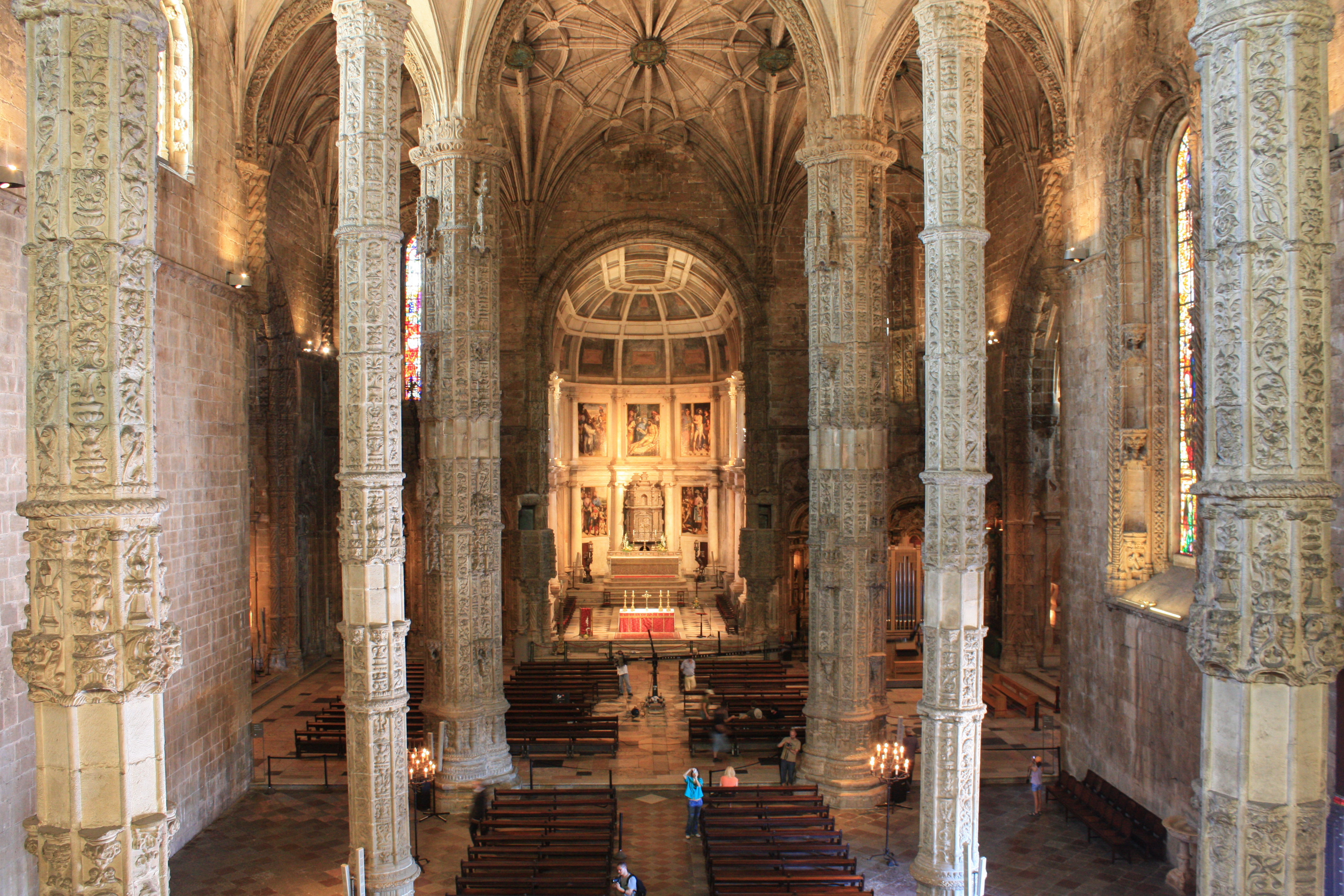
Innenansicht der Kirche
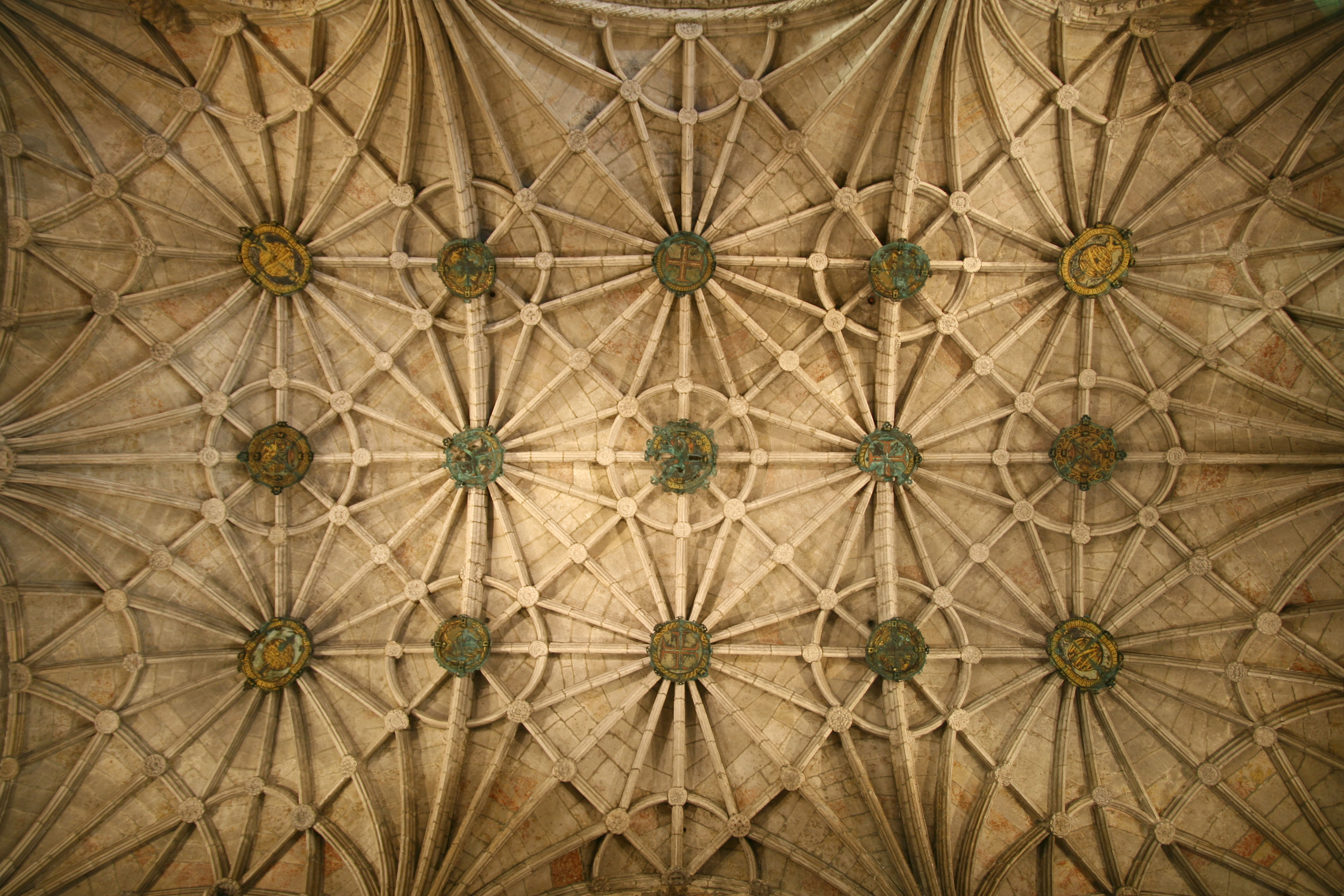
Gewölbe der Kirche
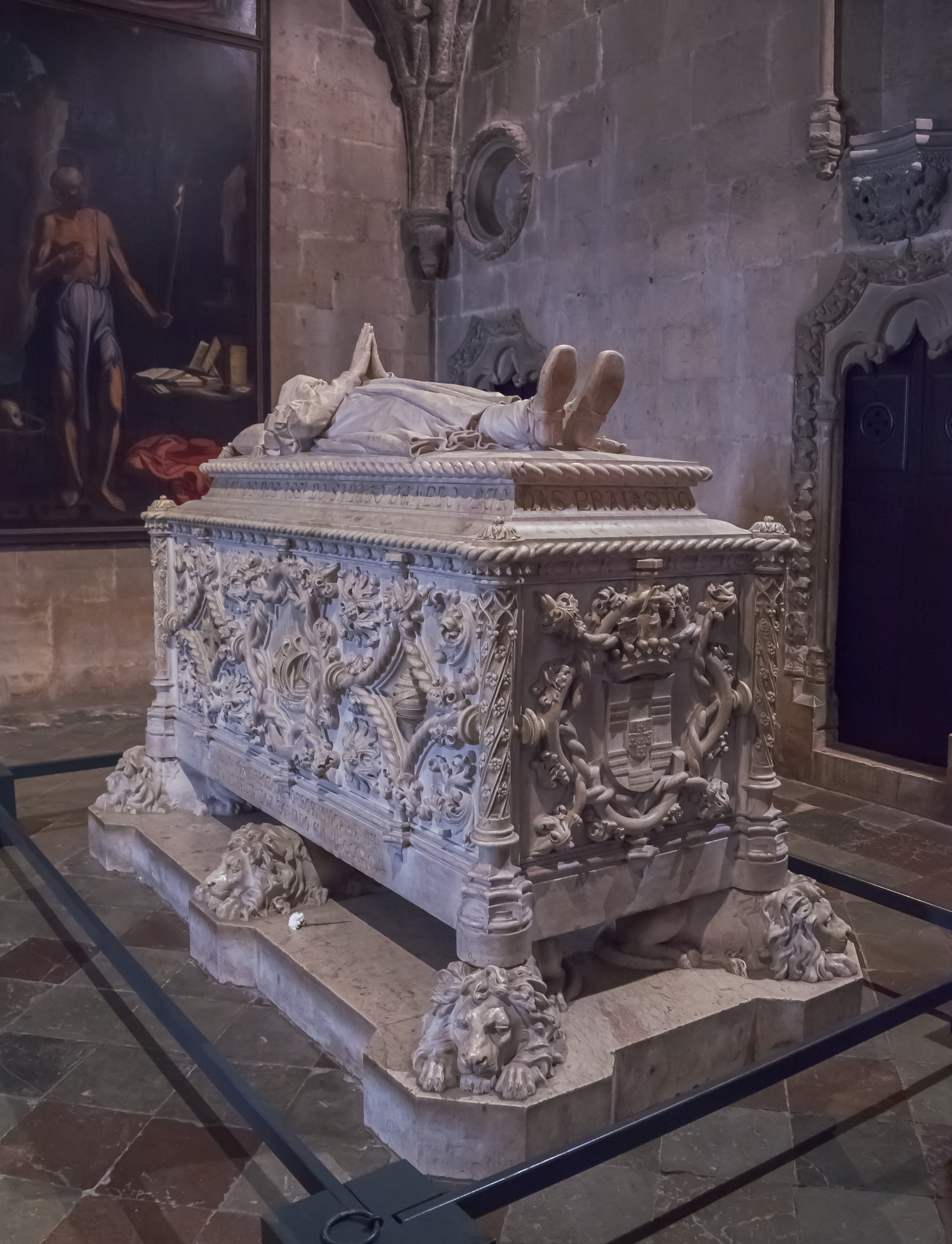
Grab Vasco da Gamas
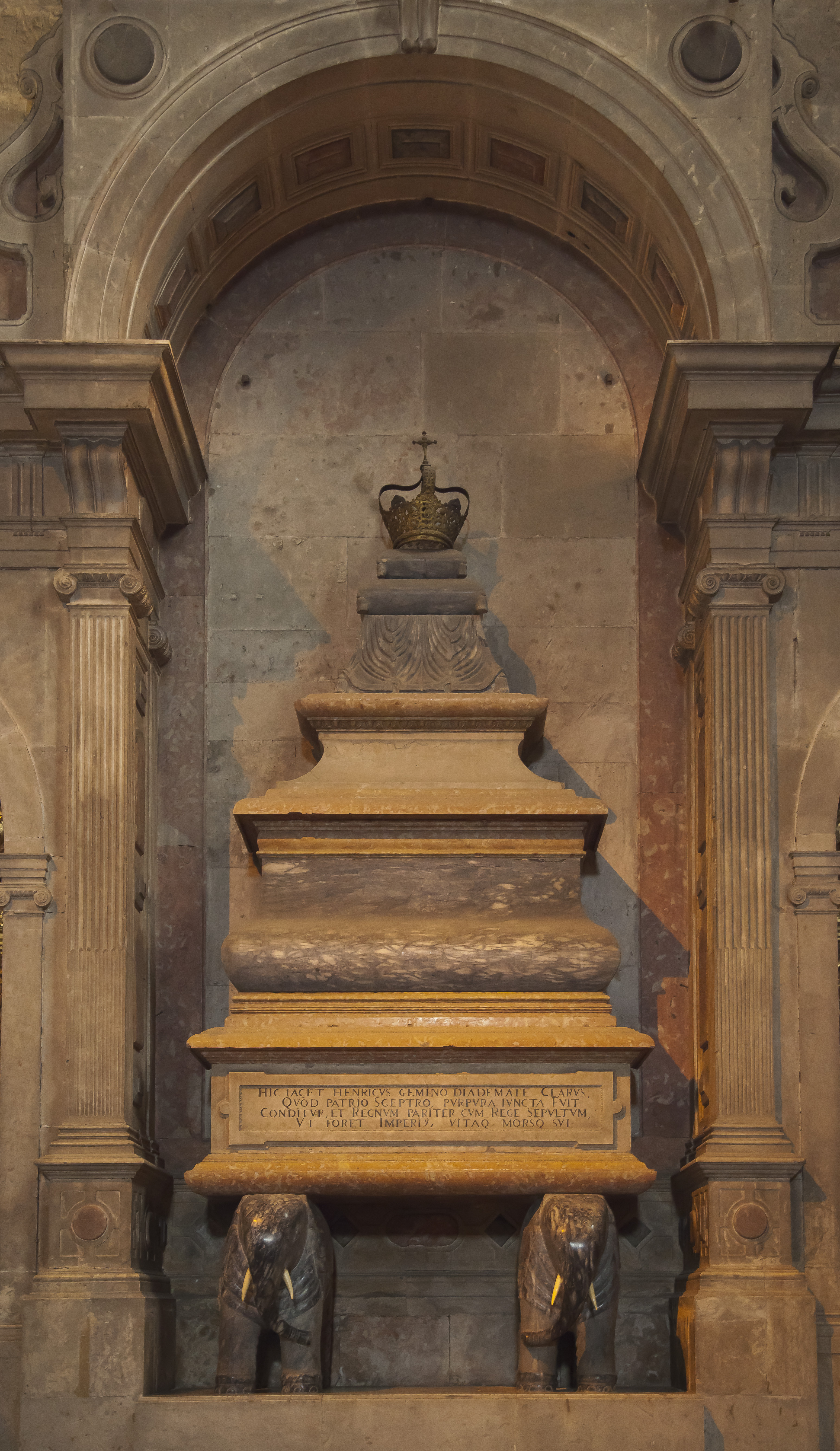
Grab Heinrichs I., die Königsgräber werden typischerweise von Elefanten getragen.
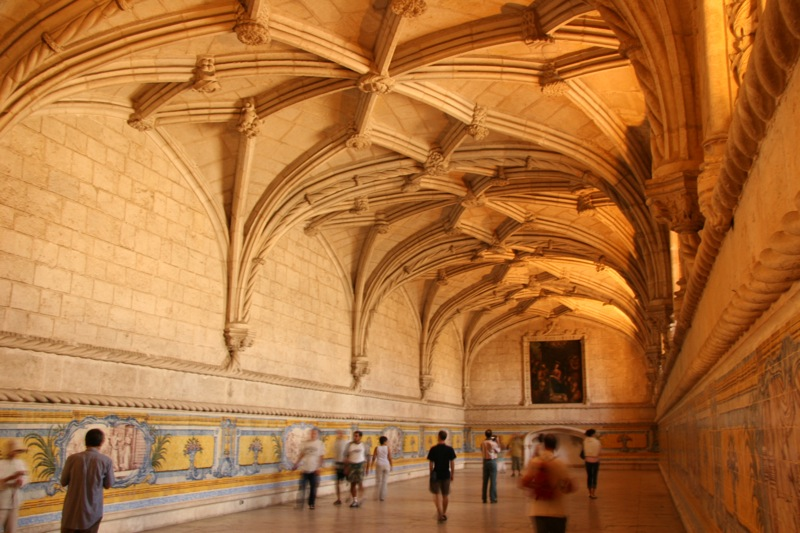
Refektorium